# لو کولودوب
لو کولودوب (انگلیسی: Lev Kolodub; ۱ مهٔ ۱۹۳۰ – ۲۳ فوریهٔ ۲۰۱۹) آهنگساز اهل اتحاد جماهیر شوروی سوسیالیستی بود.
وی همچنین برندهٔ جوایزی همچون جایزه ملی شوچنکو شده‌است.